# タンビカンザシフウチョウ
タンビカンザシフウチョウ （学名：Parotia lawesii）は、スズメ目フウチョウ科に分類される鳥類の一種。

## 分布
パプアニューギニア